# Rathaus Pretoria

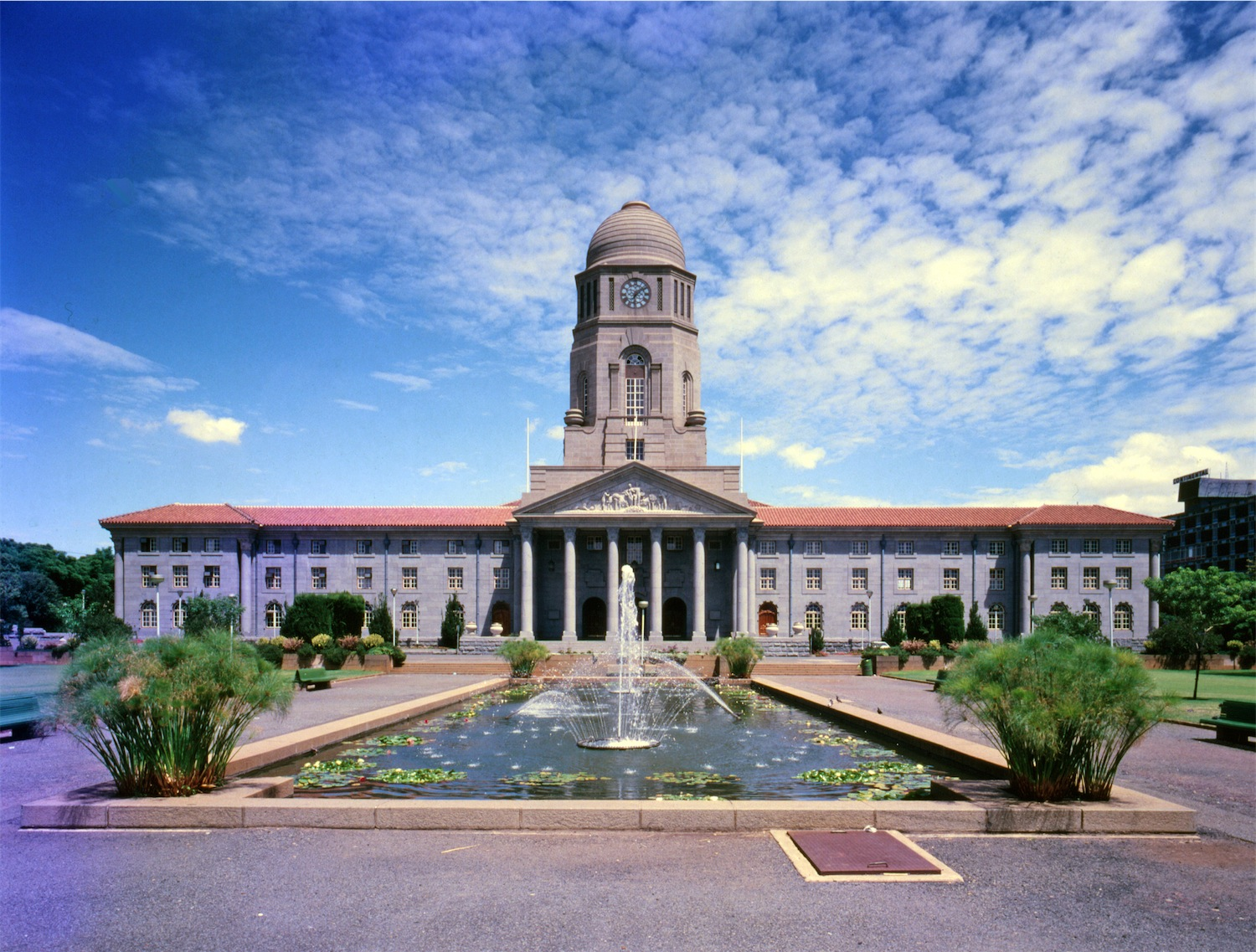
Rathaus Pretoria (1988)

Das Rathaus Pretoria steht in der südafrikanischen Hauptstadt Pretoria (englisch: City Hall; afrikaans: Stadsaal) befindet sich im südlichen Abschnitt der Paul Krugerstraat zwischen dem Kerkplein und dem Hauptbahnhof, gegenüber dem Ditsong National Museum of Natural History.

## Geschichte
Ein erstes Rathaus wurde 1905 in der Pretoriusstraat errichtet. Die Ausschreibung zum Bau eines neuen Rathauses 1926 gewann F. G. McIntosh. Als Standort wurde „Drooge Klip Bult“, eine Freifläche, ausgewählt. Auf Grund der Wirtschaftskrise wurde der Bau erst 1931 begonnen. Die Grundsteinlegung erfolgte am 14. Oktober in Anwesenheit des damaligen Generalgouverneurs George Villiers. Da McIntosh inzwischen verstorben war, übernahm dessen Assistent John Lockwood Hall die Bauleitung. Am 6. Dezember 1935 wurde das Rathaus durch Richter Johannes Wessels und Bürgermeister Ivan Solomon eingeweiht.
Als am 5. Dezember 2000 die Metropolgemeinde Tshwane gebildet wurde, blieb das Rathaus der Sitz des Bürgermeisters.

## Architektur und Ausstattung
Die Gebäudedimensionen folgen italienisch inspirierten Vorbildern aus den 1920er und 1930er Jahren für öffentliche Bauten. Im Tympanon des mächtigen Portikus über dem Haupteingang mit seiner vorgelagerten Freitreppe befindet sich ein Skulpturenrelief des in Südafrika umfänglich tätig gewesenen Bildhauers Coert Steynberg.
Im 47 Meter hohen Turm des Rathauses befindet sich ein von George Heys, dem ehemaligen Besitzer des Melrose Houses, gestiftetes Glockenspiel aus 32 Glocken. Die Fassade des Turmes ist mit Art-Déco-Ornamenten verziert.
Das Foyer ist mit großen Gemälden geschmückt. Im Hauptsaal finden mehrere hundert Personen Platz. Neben der Bühne befindet sich eine ebenfalls von George Heys gestiftete Orgel.
Im Park vor dem Rathaus wurden drei Statuen aufgestellt. Die 6,20 Meter hohe Bronzestatue direkt vor dem Rathaus mit Chief Tshwane, dem Namenspatron der Metropolgemeinde, wurde 2006 eingeweiht.
Am östlichen Ende der rechteckigen Brunnenanlage befindet sich das dem Namenspatron der Stadt Andries Pretorius (1798–1853) gewidmete Reiterstandbild. Die Statue des Stadtgründers Marthinus Wessel Pretorius (1819–1901) befindet sich östlich davor.